# Antenne-relais de téléphonie mobile
 (mai 2012).

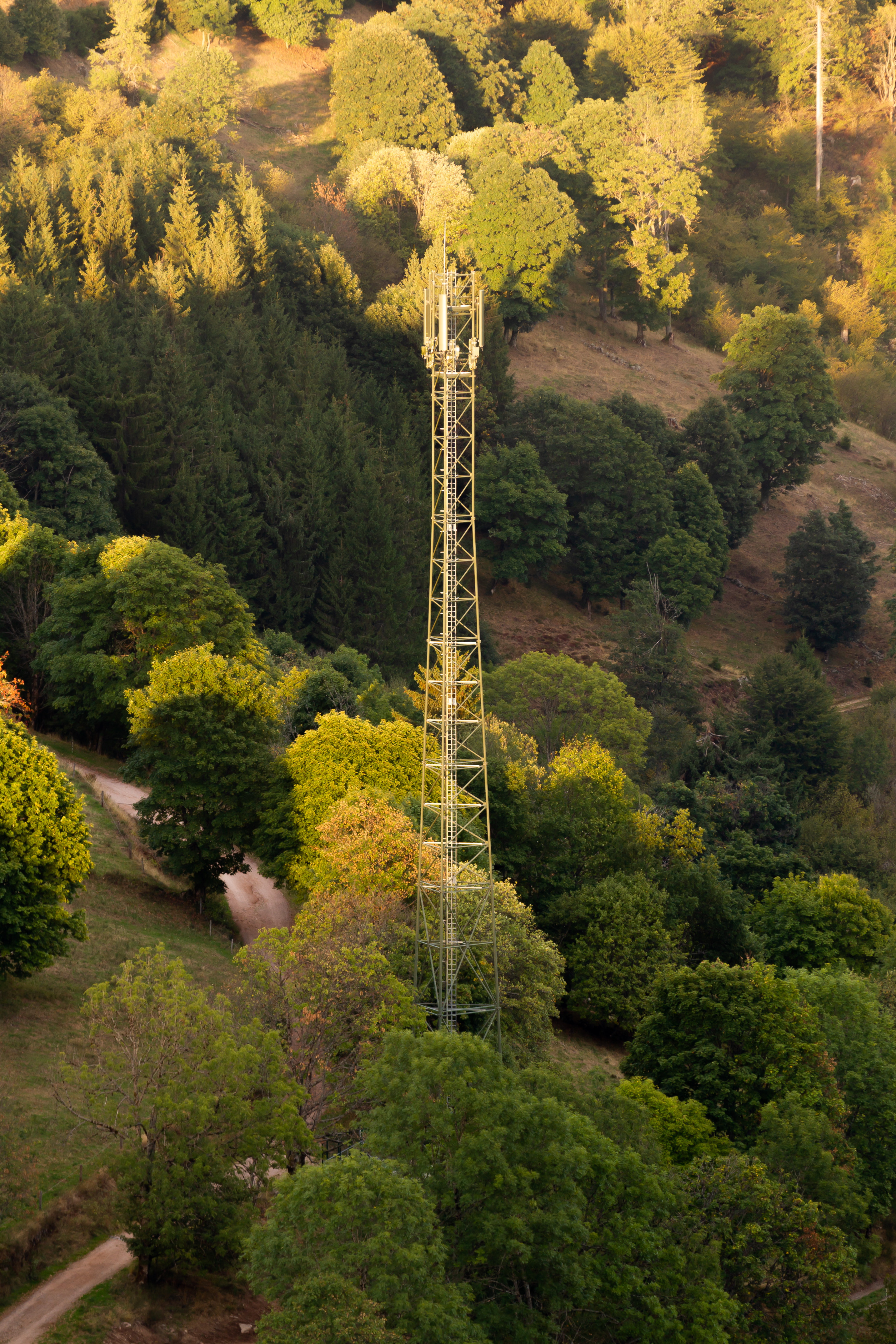
Antenne-relais

Une antenne-relais de téléphonie mobile (aussi appelée station de base ou site radio) est un émetteur-récepteur de signaux radioélectriques pour les communications mobiles qui convertit des signaux électriques en ondes électromagnétiques (et réciproquement).
Le terme « antenne-relais » désigne fréquemment les antennes de téléphonie mobile, car elles constituent (associées aux émetteurs) la base des réseaux cellulaires et elles sont très nettement le type d'antenne-relais le plus répandu.
Les premières antennes-relais apparurent dans les années 1950, en France en 1956 avec le premier système de téléphone dans des véhicules (système rudimentaire avec opératrices). Les premières antennes-relais du premier réseau mobile français sont installées en 1985, il s’agissait du système Radiocom 2000.
Jusqu'à l’apparition des réseaux 3G, 4G puis 5G, les antennes-relais implantées étaient des BTS (réseaux GSM et EDGE 2G). Depuis le début des années 2000, les opérateurs ont installé de nouvelles stations plus performantes : les Node B (pour les réseaux UMTS et HSDPA) (3G), les eNode B (pour les réseaux LTE) (4G) et les gNode B (pour les réseaux 5G). Ces dernières, en plus de permettre la téléphonie mobile, offrent un débit plus élevé permettant notamment la connexion à Internet à partir de terminaux mobiles (smartphones, ordinateurs portables, clés dite 3G ou 4G) ou fixes (box 4G et 5G, objets connectés).
Les antennes-relais sont aussi appelées antennes cellulaires au Québec, ou par abus de langage antennes GSM. Elles sont connectées au cœur du réseau mobile par des liens logiques IP. Ceux-ci peuvent transiter sur des faisceau hertzien, des fibres optiques, des liaisons satellitaires ou des câbles téléphoniques.
En 2006, selon l'Organisation mondiale de la santé, on dénombrait 1,4 million de stations de base à travers le monde, mais ce sont au moins 10 millions d’antennes relais 4G et 5G (radio base station) qui doivent être déployées de 2010 à 2025 selon Frédéric Bordage de GreenIT.fr (entité qui fédère les acteurs du numérique responsable depuis 2004 en France et en Europe), ce qui contribue à l'impact environnemental du numérique.

## Fonctionnement

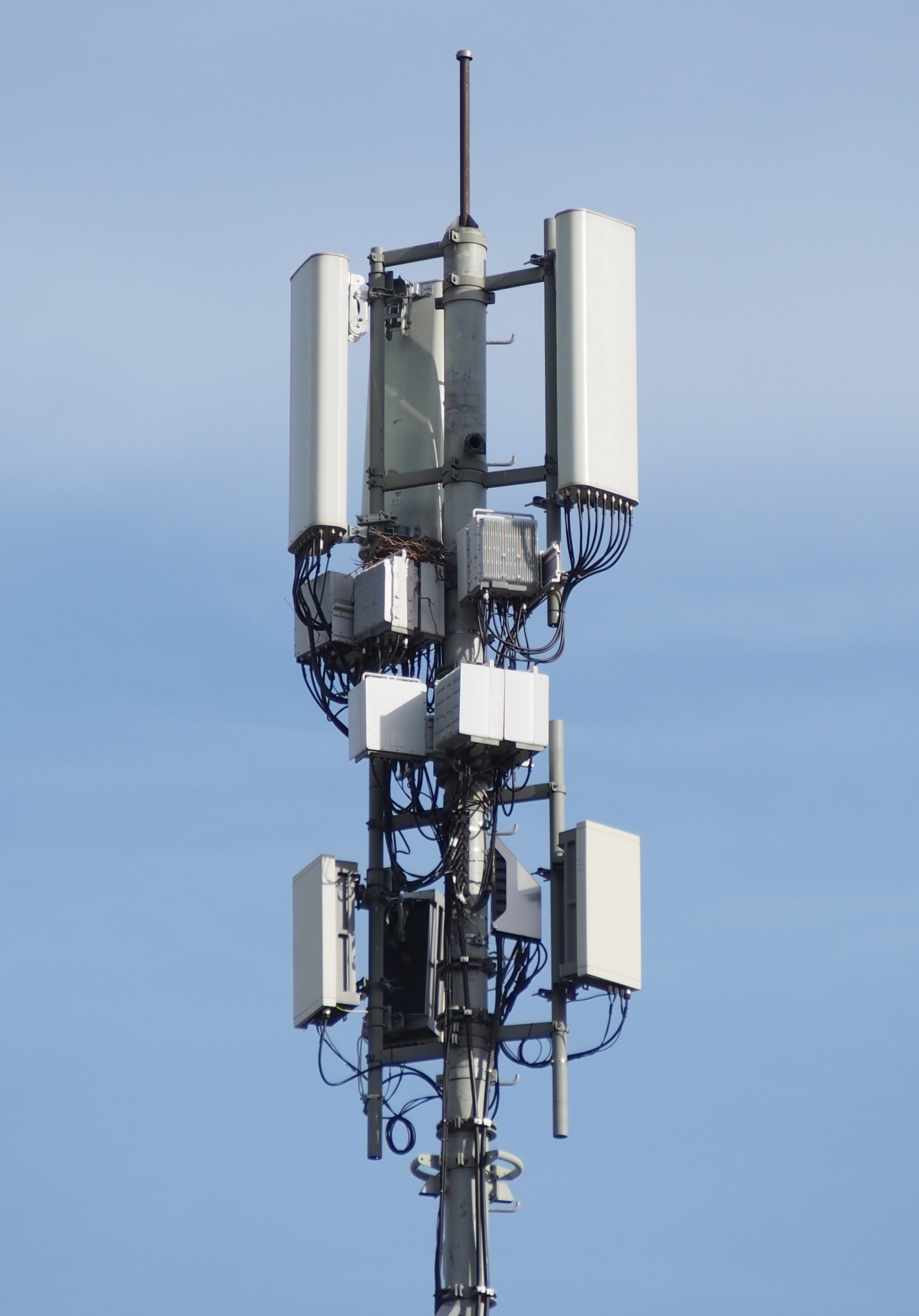
Antenne-relais macrocellulaire sur un pylône tubulaire

Les antennes-relais font essentiellement référence à l’univers de la téléphonie mobile. Le téléphone mobile permet de transformer la voix en champs de radiofréquences (onde radio) et les antennes-relais réceptionnent le signal électromagnétique (ondes radios) pour en faire un signal électrique. Ce signal peut alors circuler dans des câbles ou, après une seconde conversion, dans des fibres optiques (réseaux 4G). On parle de téléphonie cellulaire, parce que chaque antenne couvre une portion de territoire, constituant une cellule. 

Sans ces émetteurs-récepteurs (bi-directionnels) que sont les antennes-relais, la téléphonie mobile ne serait pas possible.

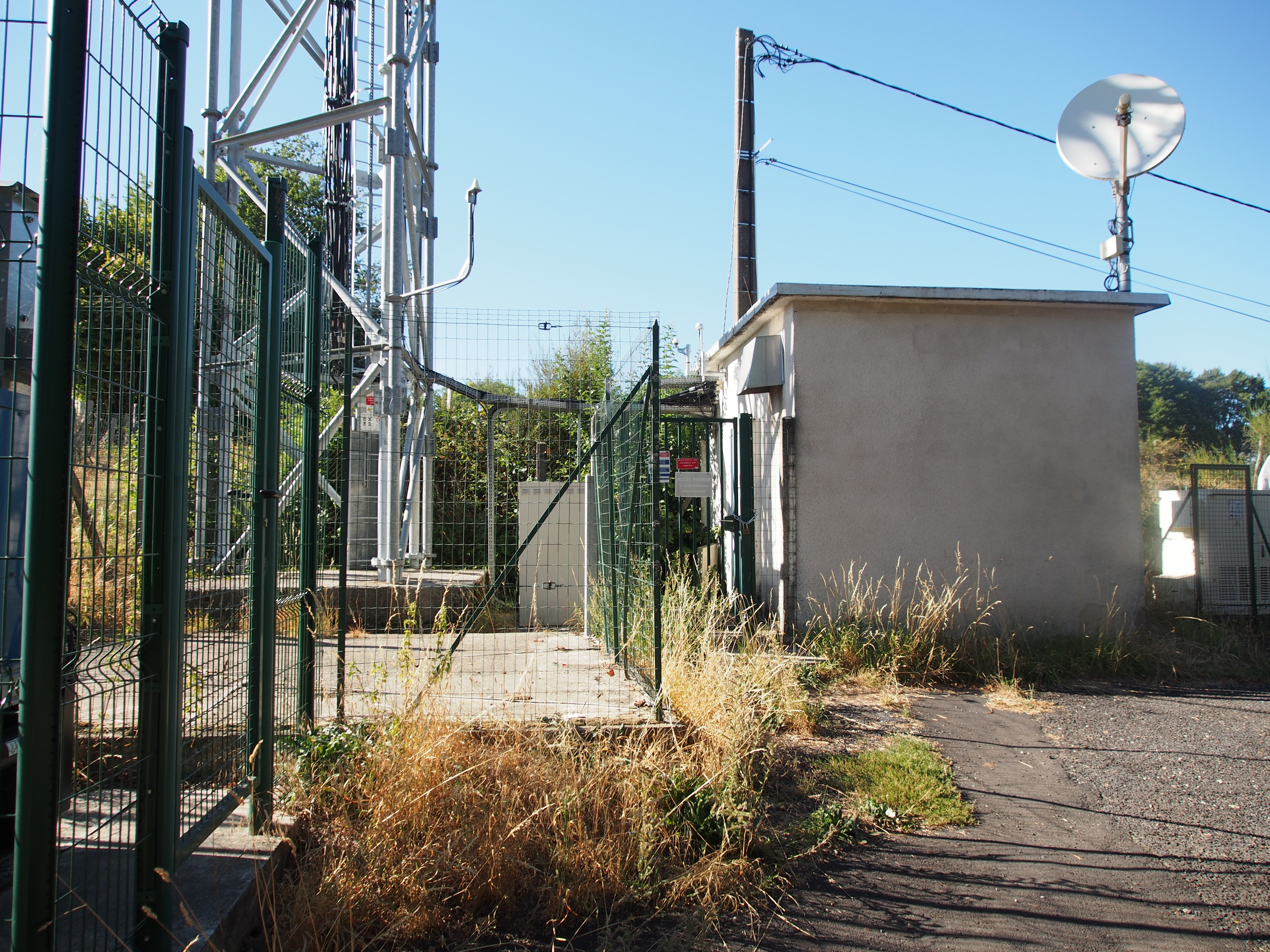
Local de base d'une antenne-relais.

On distingue principalement 4 catégories d’antenne :
- Les antennes femtocell : couverture résidentielle (une dizaine de mètres)

- Les antennes picocellulaires : couverture de proximité (quelques dizaines de mètres)

- Les antennes microcellulaires : couverture réseau de quelques centaines de mètres (gare, centre commercial) ; elles sont parfois appelées « metro cells » (cellules métropolitaines).

- Les stations macrocellulaires : les plus visibles ; on les trouve  généralement placées sur des supports de 12 à 50 mètres de hauteur, tels que des pylônes, des bâtiments, des toits d’immeubles.

Dans les antennes-relais micro et macrocellulaires, on retrouve généralement 3 sous-ensembles : les antennes (généralement accompagnées des modules radio en 4G et en 5G), l’armoire technique (BTS, Node B ou eNode B) et le coffret d’alimentation électrique. Ces deux derniers sont généralement localisés dans une armoire ou un local séparé (shelter). Une puissance électrique allant de quelques dizièmes à quelques centaines de Watt est appliquée à chaque antenne. 

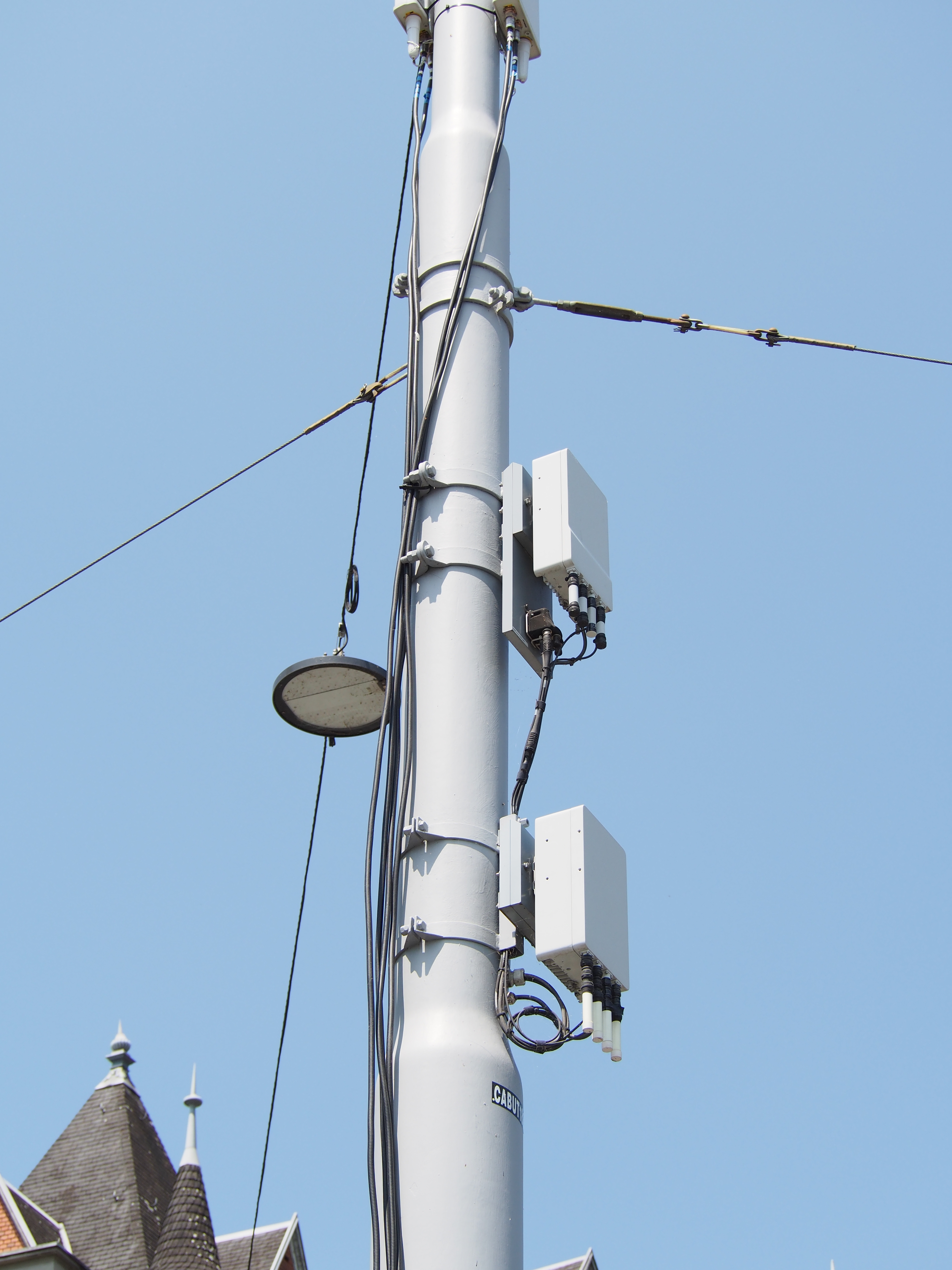
Antenne-relais microcellulaire sur un lampadaire à Zurich.

En milieu rural, ces antennes émettent pour couvrir des étendues de 5 à 30 kilomètres (la surface couverte étant plus grande, chaque utilisateur dispose de moins de débit), alors qu’en milieu urbain plus densément habité, la zone de couverture est d'environ 500 m pour Paris et de 1 000 à 2 000 m pour des villes moins denses comme Poitiers ; la puissance d'émission est répartie sur les bandes de fréquences dont dispose chaque opérateur.
Dans les pays en voie de développement, le réseau de téléphonie mobile est généralement plus complet que l'infrastructure électrique. Ainsi, en Afrique en 2015, 138 millions d’utilisateurs de téléphones portables n'ont pas accès à un réseau électrique. Cette différence de développement dans les réseaux pose le problème de l'alimentation des antennes dans ces marchés en croissance. Pour accompagner la transition énergétique des générateurs diesel aux énergies renouvelables, il est peu à peu mis en place des solutions hybrides, alliant l'énergie solaire et les groupes électrogènes, voire des tours autonomes grâce à l'énergie éolienne.

## Champs électromagnétiques générés

### Répartition  spatiale
La structure des antennes utilisées (antennes panneaux multi-éléments) concentre l'énergie selon des directions précises. Celles-ci peuvent être passives ou actives. 
Les antennes passives émettent le plus souvent dans un plan horizontal sur 120 degrés, et dans le plan vertical selon un lobe principal de 6 à 8 degrés de hauteur avec un gain 17 à 18 dbi et des lobes secondaires en dessous de celui-ci avec des gains de 0 à environ 8 dbi.
Soit des coefficients de concentration de la puissance émise (PIRE) variant de 50 à 63 pour les lobes principaux, et entre 4 et 9 pour les lobes secondaires.
L'inclinaison de l'axe du lobe principal dans le plan vertical s'appelle le tilt, et peut le plus souvent être réglé électriquement à distance (Remote Electrical Tilt). Sur une antenne active, la direction du lobe de transmission peut également être dirigée dans la plan horizontal, afin de diriger le signal vers un ou plusieurs utilisateurs (Beamforming)

### Évolution dans une direction
Le champ électromagnétique généré par les antennes relais pour l'exposition des habitations sont pris en compte à des distances de l'antenne supérieures à plusieurs fois la longueur d'onde, il s'agit de champ lointain ou zone de diffraction de Fraunhofer selon la dénomination scientifique.
En champ lointain, les champs électriques (E) et magnétiques (H) sont liés et décroissent linéairement, la connaissance du seul champ électrique permet de calculer une densité surfacique de puissance. 
Les champs électriques et magnétiques décroissent en 1/d et la densité de puissance P en 1/d2 en champ lointain.

 P en watts, d en mètres, E en volts par mètre (V/m).
Exemple de mesure officielle à Antibes, site Cartoradio : 11,8 V/m à 30 mètres d'une antenne tri-bande, ce point de mesure (terrasse) étant en plein dans le lobe principal d'émission.

## Réglementations des antennes-relais de téléphonie mobile en France
Toute implantation d’une antenne relais est soumise à un processus réglementaire qui s’appuie à la fois sur le code des postes et télécommunications, et le code de l’urbanisme. Concernant le premier, l'article L. 32donne les définitions et fixe  au 12° les  principales exigences que doivent respecter ces installations pour satisfaire à la loi, soit garantir dans l'intérêt général la santé et la sécurité des personnes, la compatibilité électromagnétique entre les équipements et installations de communications électroniques.
Les exigences essentielles mentionnées au 12° de l'article L. 32 sont  la transposition des exigences essentielles de l'article 3 de la directive européenne « 1999/5/CE » (dite RTTE).
Depuis 2002, afin de prévenir certains risques biologiques, la loi a été complétée par le décret no 2002-775 limitant l’exposition du public aux champs électromagnétiques. Ce texte prévoit que l’ensemble des champs émis par des équipements dans une même zone doit être conforme aux niveaux de référence. 
Ce décret est la transposition en droit français de la recommandation européenne « 1999/519/CE », reprenant elle-même des recommandations de l'ICNIRP sur certains effets biologiques, précisant explicitement que ces limites ne protègent pas de tous les risques connus, en particulier les risques et conséquences de dysfonctionnement d'appareils électroniques - pour lesquels il faut se référer à d'autres textes (compatibilité électromagnétique).
Le respect des limites de ce décret (41 à 61 V/m pour la téléphonie mobile) n'est donc  pas suffisant pour respecter les principales exigences de la loi.
Avant toute implantation, l’opérateur doit constituer un dossier à transmettre aux autorités et aux administrations concernées. Ce dossier doit comprendre, soit une déclaration affirmant la conformité de l’antenne aux normes publiées au Journal Officiel français ou européen, soit des documents justifiant du respect des niveaux de référence. 
Depuis le rapport Zmirou, le dossier en question doit également mentionner les actions engagées pour assurer qu’au sein des établissements dits sensibles (crèches, établissements de soins…) l’exposition soit aussi faible que possible tout en garantissant la qualité du service rendu. L’opérateur doit rendre des comptes à l’ANFR (Agence Nationale des Fréquences Radio) qui est l’autorité de régulation compétente en la matière. Les mesures de contrôle sont réalisées par des laboratoires accrédités par la COFRAC. 
Pour ce qui concerne le code de l’urbanisme, les opérateurs doivent s’assurer que leurs projets respectent les plans locaux d’urbanisme (constructibilité, implantation, distances, hauteurs de construction...). 
Un plan local d'urbanisme peut tout à fait interdire l'implantation d'antenne relais à condition de répondre à un motif d'urbanisme justifié dans son rapport de présentation (art. R. 123-2 C. urb.). A noter que cet article a été abrogé depuis 2016. Le rapport de présentation est désormais visé aux articles R 151-1 à R 151-5 du code de l'urbanisme.
Un maire peut s'opposer à une demande d'autorisation d'urbanisme déposée par un opérateur ou un gestionnaire d'infrastructures uniquement pour un motif d'urbanisme.
En matière d'autorisation, le code de l'urbanisme distingue entre des constructions nouvelles (pylône à construire pour l'implantation d'antennes relais) visées aux articles R 421-1 à R421-12 et les installations d'antennes relais sur des constructions existantes (toit terrasse, façades ...) qui sont elles visées aux articles R 421-13 à R 421-17-1 . En fonction des critères de la construction (surface de plancher et d'emprise au sol, hauteur de la construction) mais aussi du lieu d'implantation (périmètre de protection lié notamment à un site patrimonial remarquable) l'opérateur devra déposer soit une déclaration préalable de travaux soit un permis de construire). A titre illustratif, si l'opérateur érige un nouveau pylône sur un site qui ne fait l'objet d'aucune protection particulière avec une construction qui présente une surface de plancher et d'emprise au sol comprise entre plus de 5m² et inférieure à 20m², l'opérateur sera tenu de déposer une déclaration préalable quelle que soit la hauteur du pylône.
Pour le cas où un opérateur choisirait un terrain communal, le maire soumet la demande à la décision du conseil municipal. Pour les installations situées sur les immeubles collectifs, les copropriétaires sont invités à se prononcer en assemblée générale.
Le nouveau dispositif de gestion des demandes de mesures, piloté par l’ANFR a pris effet début 2014 seulement, alors qu’il est financé par une taxe supportée par les opérateurs de téléphonie mobile depuis 2011. Cela explique pourquoi les opérateurs ont continué à prendre en charge directement les demandes de mesures, afin de répondre aux attentes des riverains d’antennes-relais. 
Grâce au site Internet de l’ANFR « cartoradio.fr », il est possible de connaître l’emplacement de toutes les stations radioélectriques de plus de 5 watts sur le territoire national (antennes-relais de téléphonie mobile, émetteurs de télévision ou de radio, réseaux privés) ainsi que les résultats des mesures de champs électromagnétiques réalisées. Les données d'emplacement des antennes et des fréquences utilisées sont accessibles sous forme de données ouvertes (open data), et sont utilisées par différentes applications mobiles.

## Opposition aux antennes-relais
Avec l'accroissement du nombre d'antennes-relais, l'opposition à leur présence ou à leur implantation a pris une réelle ampleur.
Si les raisons de l'opposition aux antennes sont diverses, le nombre croissant semble le premier facteur d'inquiétude. Certains dénoncent la présence de dizaines d'antennes sur des immeubles. Les HLM (comme les clochers d'ailleurs) sont souvent des immeubles de hauteur imposante, et pour cela des sites de choix pour l'installation d'antennes. Une autre raison de l'installation sur ces immeubles semble être les redevances conséquentes versées aux propriétaires, offices HLM ou autres, par les opérateurs.
L'opposition est alors le fait d'associations qui refusent l'implantation de certaines antennes-relais sur ces immeubles d'habitation, et à plus forte raison s'ils sont placés près des écoles. L'argument de la mise en danger de la santé des enfants semble un thème propice à émouvoir l'opinion.
Certaines décisions judiciaires à ce sujet ont défrayé la chronique. La plus importante est la première condamnation de démontage, confirmée en appel.
L'opérateur Bouygues Telecom se pourvoit en cassation, puis abandonne finalement l'idée en constatant que « plusieurs autorités ont confirmé l'innocuité des antennes relais » et qu'« il n'est plus nécessaire d'aller en cassation. »
Les opérateurs soulignent généralement la contradiction qui existe entre l'utilisation du téléphone mobile et le refus des antennes.
Fin 2008, une proposition de loi, relative à l'implantation des antennes-relais de radiotéléphonie mobile a été déposée à l'Assemblée nationale.
Subissant ces condamnations, les opérateurs respectant déjà les différentes normes (OMS ou française) demandent aux pouvoirs publics de prendre position. Les associations anti-antennes, quant à elles, se reportant au rapport Bioinitiative, dont la qualité est pourtant critiquée notamment par l'AFSSET, considèrent que ces normes ne sont pas assez strictes et invoquent le principe de précaution. Un débat difficile est à prévoir lors du Grenelle des ondes (anciennement « Grenelle des Antennes »), prévu le 23 avril 2009 entre ces trois parties.

### Débat sur l'esthétique et la prolifération des antennes-relais
Selon Olivier Borraz du CNRS les motivations de la protestation sont très complexes, et ne se réduisent pas à un problème de santé : « Depuis le début des années 2000, les problèmes soulevés par la téléphonie mobile et les antennes-relais ont été définis uniquement en termes de risques sanitaires », observe-t-il. « Sans que soient jamais pris en compte d'autres types de nuisances, visuelles notamment. Ni que soient mis en balance les usages et les bénéfices de ces techniques, seul moyen pourtant de déterminer si les risques qu'elles présentent sont ou non acceptables au regard des avancées qu'elles proposent. »

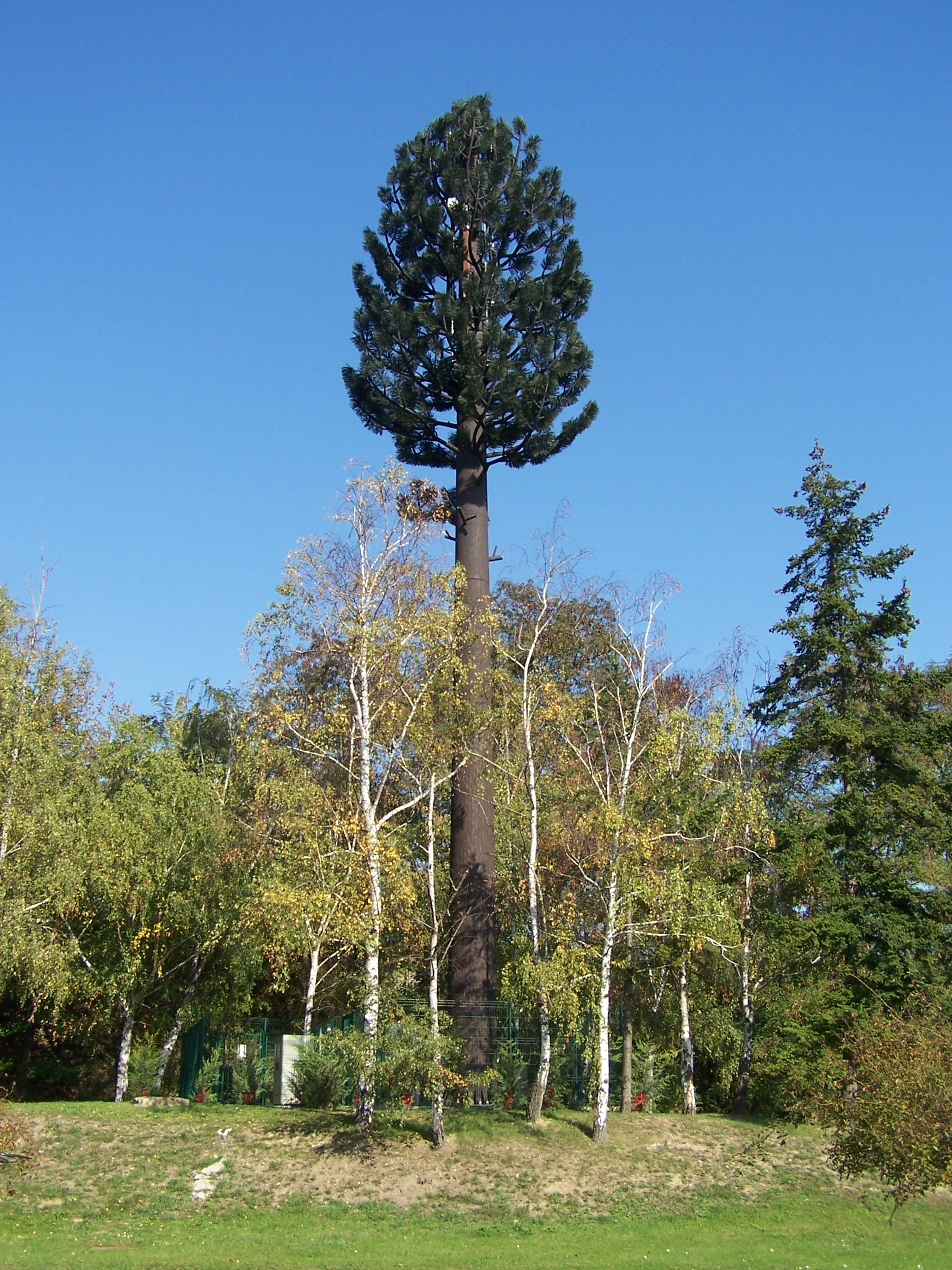
Antenne-relais camouflée sous forme d'arbre à Villepreux dans les Yvelines (France).

Un des sujets de polémique concernant les antennes-relais, bien que très secondaire à celui de la santé des riverains, est leur aspect esthétique. En effet, certains riverains se plaignent de la présence de ces antennes qui leur gâchent le paysage. Dernièrement l'opérateur SFR a été condamné en première instance le 16 février 2008 par le tribunal de Carpentras à démonter une antenne-relais notamment pour « nuisance esthétique ». Toutefois, il est important de préciser qu'une telle requête n'est recevable que si le riverain justifie d'un intérêt à agir. Il devra donc démontrer que l'installation des antennes-relais est susceptible d'affecter directement sa propriété et les conditions de jouissance de celle-ci en ce sens en ce sens Tribunal administratif de Grenoble, 8 septembre 2023, n° 2304806 Mairie de Challonges. Les opérateurs proposent des solutions qui permettent de mieux intégrer les antennes dans le paysage. Certains opérateurs ont lancé un concept d'antennes installées sur des éoliennes que certains journalistes ont baptisées « antennes-relais écologiques ».
Cependant, les associations qui militent contre la présence d'antennes-relais, se sont insurgées contre cette stratégie en affirmant que les opérateurs cherchaient à cacher les antennes,.
À côté de l'esthétique des antennes, se pose également la question de leur prolifération. Des associations dénoncent le fait que ces antennes s'installent partout et ce, sans aucun effort de  limiter l'exposition des riverains aux ondes pulsées. Les opérateurs, eux se défendent en disant qu'il ne faut pas moins de deux ans de procédures diverses pour obtenir les autorisations nécessaires pour implanter une antenne (autorisation du propriétaire du site, autorisation d'urbanisme, autorisation d'émettre…).
Un sondage BVA des associations Priaterm et Agir pour l'Environnement annonce que 80 % des sondés se déclarent plutôt (35 %) ou tout à fait (45 %) favorables à une loi ayant pour objectif de réglementer davantage le développement des antennes relais. Seuls 16 % y sont opposés. Même si ce chiffre peut être remis en cause, il a tendance à démontrer l'opposition grandissante à la prolifération des antennes.
Un texte existe pourtant, l'article D98-6-1 du Code des postes et des communications électroniques qui incite les opérateurs à mutualiser leurs infrastructures (mutualisation passive ou active) afin de limiter la prolifération d'implantation de mâts d'antennes relais mais il ne s'agit pas d'une obligation comme le souligne régulièrement la jurisprudence. Le débat reste ouvert et une proposition de loi tend à vouloir renforcer les obligations des opérateurs en renforçant les pouvoirs d'une collectivité locale par saisine de l'ARCEP en cas de différend sur un emplacement retenu.

### Débat sur le risque pour la santé des antennes-relais
L'installation des antennes-relais est un sujet particulièrement discuté. Évoquant le principe de précaution, des associations s'opposent à l'implantation de certaines antennes-relais, notamment près des écoles.
Les institutions officielles internationales telles que l'OMS ou en France l'Académie de Médecine, ne voient pas de raison pour prendre des précautions plus particulières par rapport à certains lieux, étant donné que le danger de celles-ci est, d'après ces mêmes instances, inexistant.
La notice d'utilisation des outils de travail quotidiens des médecins, aussi utilisés au domicile des gens que sont les appareils électroniques a usage médical comme les tensiomètres, les lecteurs de glycémie ou les thermomètres… disent toutes que ces appareils ont un niveau d'immunité garanti (compliance level) de 3 V/m (certaines 1V/m), que les champs électromagnétiques de l'environnement où ils sont utilisés doivent être inférieurs à ce niveau et que les antennes-relais peuvent être source du risque de dysfonctionnement. De plus ces documents donnent des distances à respecter en fonction de la puissance des sources de rayonnement, comme indiqué page 2 et 3 de cette notice de thermomètre, ou dans les tables 5 et 6 de la norme internationale IEC60601-1-2.
Cependant, depuis un certain temps, on peut observer une multiplication des actions en justice contre les antennes-relais. Ainsi, des tribunaux ont exigé le démontage de certaines antennes-relais pour SFR ou encore Bouygues Telecom qui a été condamné en 2008 à démonter une antenne-relais à Tassin-la-Demi-Lune, la condamnation est confirmée en appel le 4 février 2009.
Un jugement du tribunal d'Angers du jeudi 5 mars 2009 a interdit à Orange d'installer  une antenne-relais sur le clocher de l'église de Notre-Dame-d'Allençon en Maine-et-Loire.
Dans chacune de ces affaires, on observe que les tribunaux  se sont toujours appuyés sur le principe de précaution en rappelant aux opérateurs qu'ils n'étaient pas capables de montrer l'absence de danger, et par conséquent, ils se sont décidés par rapport à cette incertitude. Certains commentateurs ont parlé du caractère flou que le principe de précaution introduisait dans cette décision de justice. L'Académie de médecine, elle, a littéralement parlé d'un Jugement fondé sur une erreur scientifique,.
Avec ces succès, les associations anti-antennes multiplient les actions pour ce que certains appellent une « guerre des ondes ». La question qui se pose alors est de savoir si ces contentieux vont faire jurisprudence, ce qui conduirait à terme à démonter progressivement l'ensemble des antennes-relais, mais aussi les autres types d'antennes (radio, TV, radar…).
Pour tenter de répondre à ces questions, la Ministre Nathalie Kosciusko-Morizet décide d'organiser en 2009 un « Grenelle des ondes ». L'Association Santé Environnement France (ASEF) y est, entre autres, représentée. En septembre 2012 cette association de médecins, a demandé via une lettre ouverte, aux Députés et Sénateurs de France de faire voter une loi réglementant l'implantation des antennes relais.
Les opérateurs poursuivent par ailleurs les démarches d'information concernant le déploiement des antennes-relais.
Ainsi, SFR a participé à plus de 500 réunions d'information sur le sujet de la santé et des radiofréquences. Les sollicitations peuvent être très variées : support des équipes de déploiement pour accompagner un projet et répondre aux éventuelles questions, contacts avec les collectivités territoriales lors des négociations de chartes de déploiement de la téléphonie mobile, ou encore réunions avec les CHSCT d'entreprises. Des échanges importants avec les parties prenantes ont aussi lieu au niveau national, notamment dans le cadre des travaux gouvernementaux issus de la table ronde « Radiofréquences, santé et environnement ».

### Débats sur les seuils
La France respecte les recommandations de l'Union européenne et de l'OMS en matière de risque thermique (échauffement profond), c'est-à-dire le seuil légal d'exposition aux champs magnétiques des antennes-relais. Celui-ci est fixé suivant la bande de fréquence des antennes : 39 V/m pour la téléphonie mobile à 800 MHz, 41 V/m pour la téléphonie mobile à 900 MHz, 58 V/m pour la téléphonie mobile à 1 800 MHz et 61 V/m pour la téléphonie au-delà de 2 GHz.
Ces limites concernant l'échauffement décroissent avec la fréquence car on considère que la peau va plus protéger des ondes lorsque la fréquence s'élève ; elles font donc l'impasse totale sur les risques pour la peau, pour laquelle il faudrait utiliser une limite croissante avec la fréquence.
Les associations d'opposants dénoncent ces limites qui ne tiennent aucunement compte des effets biologiques et demandent que ce seuil soit abaissé à 0,6 V/m, selon le principe de précaution.
On peut noter que l'OMS utilise déjà un facteur de précaution par rapport au seul risque thermique de 50 en densité de puissance, c'est-à-dire que la valeur de la limite de champ électrique en volts par mètre est 7 fois plus stricte que la valeur à partir de laquelle apparaissent les premiers troubles comportementaux chez l'animal. Cette limite est toutefois 20 fois plus laxiste soit 400 fois en densité de puissance à celle de 3 V/m protégeant des risques de dysfonctionnements d'appareils médicaux.
Certains pays ont des seuils d'exposition inférieurs :
- Comté de Salzbourg en Autriche, 0,6 V/m
- Luxembourg, 3 V/m.
- Suisse, 4, 5 ou 6 V/m en fonction de la technique utilisée.
- Pologne, Italie, Chine, Russie, 6 V/m.

À Paris, d'après une charte signée avec les opérateurs en 2003 la limite est fixée à 5 V/m équivalent 900 MHz, mais en moyenne sur 24 h.